# 217 Eudora
217 Eudora eller A914 RA är en asteroid i huvudbältet som upptäcktes den 30 augusti 1880 av den franske astronomen Jérôme Eugène Coggia. Den fick senare namn efter Eudora, en av Hyaderna i den grekiska mytologin.
Eudoras senaste periheliepassage skedde den 30 juli 2021. Dess rotationstid har beräknats till 25,27 timmar. Asteroiden har uppmätts till diametern 66,24 kilometer.